# Kristjan Järvan
Kristjan Järvan (* 10. Oktober 1990 in Tallinn) ist ein estnischer Unternehmer und Politiker. Er gehört der Partei Isamaa („Vaterland“) an. Vom 18. Juli 2022 bis 11. April 2023 war Kristjan Järvan Minister für Unternehmertum und Informationstechnologie der Republik Estland in der zweiten Regierung von Ministerpräsidentin Kaja Kallas (Kabinett K. Kallas II).

## Unternehmertum und Politik
Kristjan Järvan schloss 2014 sein Studium der Wirtschaftswissenschaft an der Universität Tartu ab. 2017 folgte ein Abschluss im Fach Rechtswissenschaft.
Nach seinem Studium arbeitete Järvan zunächst als Analytiker beim Estnischen Entwicklungsfonds (Eesti Arengufond). Von 2014 bis 2016 war er Wirtschaftsentwickler bei dem Unternehmen Organic Filters OÜ. Von 2018 bis 2020 arbeitete er als Marketingmanager des Fintech-Unternehmens PocoSys. Ihm folgte eine Anstellung als Marketingmanager bei Opera.
Von 2015 bis 2022 war Järvan gleichzeitig CEO des Designsoftware-Unternehmens 3DC.io (3D Creationist OÜ) und Mitbegründer der Plattform Imortalis (Subdominant OÜ), auf der Frauen mit Kinderwunsch individuelle Samenspender finden können.
Kristjan Järvan gehört dem militärischen Freiwilligenverband der estnischen Streitkräfte (Kaitseliit) an.

## Privates
Kristjan Järvan ist der Sohn von Aare Järvan (* 1969), der von 1992 bis 1999 Abteilungsleiter bei der estnischen Zentralbank (Eesti Pank) und von 1999 bis 2006 Staatssekretär (kantsler) im estnischen Finanzministerium war. Daneben fungierte Aare Järvan als wirtschaftspolitischer Berater der estnischen Ministerpräsidenten Mart Siimann, Andrus Ansip und Taavi Rõivas. Im Juli wurde er in den Aufsichtsrat der Estonian Business and Innovation Agency berufen.